# Пюлькы (приток Большой Ширты)
Пюлькы (устар. Пюль-Кы) — река в России, протекает по территории Красноселькупского района Ямало-Ненецкого автономного округа. Устье реки находится в 125 км по левому берегу реки Большой Ширты. Длина реки — 175 км, площадь её водосборного бассейна — 2680 км².

## Притоки
Основные притоки:
- Нимкытылькы, 24 км по лв. берегу
- Вошкэльнярылькикэ по лв. берегу
- Тетеркина, 71 км по пр. берегу
- Тайменевая, 78 км по лв. берегу
- Кунтысесь, 97 км по лв. берегу
- Вершинная, 157 км по пр. берегу

## Данные водного реестра
По данным государственного водного реестра России относится к Нижнеобскому бассейновому округу, водохозяйственный участок реки — Таз, речной подбассейн реки — подбассейн отсутствует. Речной бассейн реки — Таз.
Код объекта в государственном водном реестре — 15050000112115300064782.